# Intrapreneur
Een intrapreneur is in ondernemersjargon iemand die zich binnen een organisatie ondernemend gedraagt. In het algemeen wordt de term gebruikt voor een werknemer van een groot bedrijf die de vrijheid en faciliteiten neemt en krijgt om nieuwe producten en diensten te ontwikkelen zonder daarbij de bedrijfsroutines of -protocollen te hoeven volgen. Dit gedrag wordt ook wel intrapreneurship genoemd.

## Etymologie
Het woord intrapreneur is een porte-manteau van de woorden intra – om te duiden dat het gaat om activiteiten binnen (de muren van) de eigen organisatie – en entrepreneur, om aan te geven dat het gaat om het zich gedragen als ondernemer. In het Engels wordt een intrapreneur daarom ook vaak een corporate entrepreneur genoemd. Intrepreneur is een ander synoniem voor intrapreneur.

## Definities
In de wetenschappelijke literatuur bestaat er tot op heden geen éénduidige definitie van het begrip intrapreneurship. Over de jaren heen zijn er diverse definities gehanteerd, waaronder de volgende:
- "Intrapreneurs are ‘dreamers who do’: those who take hands-on responsibility for creation of innovation of any kind within organizations; they mei be the creators or inventors but are always the dreamers who figure out how to turn an idea in a profitable reality." (Pinchot, 1985)[6]
- "Employee initiative from below in the organization to undertake something new; an innovation which is created by subordinates without being asked, expected, or perhaps even given permission by higher management to do so" (Vesper, 1984)[7]
- "A process by which individuals (..) inside organizations pursue opportunities independent of the resources they currently control" (Stevenson & Jarillo, 1990)[8]
- "Emergent behavioural intentions and behaviours that are related to departures from the customary ways of doing business in existing organizations." (Antoncic & Hisrich, 2003)[9]
- "Medewerkers die initiatief nemen, die buiten hun werkkaders durven te denken en te treden, die kansen zien en creëren. Hierbij gaat het om proactief participerende medewerkers die de organisatie van binnenuit vitaliseren. Oftewel, het gaat om de actief interpreterende en handelende medewerker die door middel van de werkomgeving in een continu interactieproces een bijdrage levert aan de meerwaardevorming van de organisatie." (Biemans et al., 2011)[10]
- "The identification and exploitation of opportunities by individual workers to (also) advance their organization, which is generally characterized by employees’ innovation, proactive and risk-taking behaviours." (De Jong et al., 2011; Stam et al., 2012)[11][12]
- "Intrapreneurial werkgedrag (Preenen e.a. 2014) heeft betrekking op gedrag geïnitieerd door de individuele medewerker, die zich op een (1) innovatieve en (2) proactieve manier gedraagt en (3) risico’s durft te nemen binnen de organisatie vanuit een bottom-up proces (intrapreneurship ontstaat vanaf de werkvloer en is niet van hogerhand opgelegd)" (Preenen et al., 2013; 2015)[13][14]

## Geschiedenis
Samen met Elizabeth Pinchot stelde Gifford Pinchot, in de herfst van 1978, als eerste de woorden intrepreneur, intrapreneur, intrapreneuring, and intrapreneurship op schrift. Het woord intrapreneur werd in 1992 door The American Heritage Dictionary erkend, evenals Gifford Pinchot als zijnde de bedenker (eerder aangewezen door Norman Macrae in een uitgave van de The Economist). The American Heritage Dictionary definieerde destijds een intrapreneur als "A person within a large corporation who takes direct responsibility for turning an idea into a profitable finished product through assertive risk-taking and innovation". Tegenwoordig wordt de term verbonden aan een stijl van leidinggeven die het nemen van risico's, het bevorderen van innovatie en het belonen van prestaties integreert op een manier dat de werknemer in zijn werk(job design) zo veel mogelijk de kenmerken van ondernemerschap ervaart.
Kelly Johnson, de directeur van een groep initiatiefrijke werknemers bij Lockheed Martin die in 1943 bij elkaar werden gebracht om het P-80 gevechtsvliegtuig te construeren, stelde al destijds 14 regels op (Skunk Works®' rules of operation) voor een team van medewerkers die men nu als intrapreneurs zou duiden. De term intrapreneur kreeg in 1985 bekendheid door het gebruik ervan in een artikel "Here come the Intrapreneurs" van het TIME magazine en in de uitlating ""The Macintosh team was what is commonly known as intrapreneurship; only a few years before the term was coined—a group of people going, in essence, back to the garage, but in a large company." door Steve Jobs.

## Relevantie
Een topintrapreneur met een topidee is, volgens sommige HR-deskundigen, weliswaar de ideale innovator, maar binnen de meeste organisaties een fictief persoon. Toch lijkt de verwachte waarde van medewerkers die initiatieven ondernemen, zonder dat men ze daarom hoeft te vragen, voldoende om ze apart te betitelen en onderzoek naar te doen. Onderzoek lijkt te suggereren dat het ondersteunen van intrapreneurs een positieve invloed heeft op de financiële resultaten van een bedrijf, met name gemeten na een langere periode en in een competitieve omgeving. Intrapreneurship is ook positief gerelateerd aan individueel werkplezier en persoonlijk succes.  Als de waarde van deze intrapreneurs naast een economische ook een maatschappelijke verdienste inhoudt, dan spreekt men van Corporate Social Entrepreneurship'.

## Stimuleren van intrapreneurship
Veel organisaties maken weinig gebruik van het innovatieve vermogen en de creatieve denkkracht van medewerkers, en daarmee lopen ze potentieel veel kansen en bedrijfsgroei mis. Het is dan ook van belang dat organisaties op een dergelijke manier worden ingericht dat medewerkers de kans krijgen om hun innovatieve ideeën kunnen delen en uitvoeren. Een klimaat waar 'intrapreneurship' wordt gestimuleerd en gefaciliteerd door leidinggevenden. De vraag is echter hoe zo'n klimaat er uit ziet, en waar je begint als leidinggevende als je intrapreneurship prioriteit wil geven. TNO deed onderzoek naar factoren die samenhangen met een 'intrapreneurial' klimaat en de factoren die daarmee samenhangen. De resultaten zijn samengebracht in het 'Intrapreneurial Behaviore Measure-Model'. In dit model worden vier niveaus onderscheiden waar zogenoemde factoren van invloed zijn te identificeren. De vier niveaus betreffen:
1. De leidinggevende
2. Taakkenmerken
3. Mate van inspraak en samenwerking
4. Organisatorische kenmerken

Per niveau zijn er verschillende knoppen waar men aan kan draaien binnen de organisatie, leidende tot meer innovatief, proactief en risico-ondernemend werkgedrag (intrapreneurial werkgedrag). Op het niveau van de leidinggevende is het van belang dat de leidinggevende in kwestie vertrouwen uitspreekt naar medewerkers, dat hij/zij duidelijk maakt te geloven in de ideeën die zij hebben. Daarnaast is het beschikbaar stellen van middelen om ideeën op te pakken van belang, zowel in de vorm van tijd als geld, en andere benodigde middelen. Op het taakniveau blijkt de ervaren autonomie en uitdaging door werknemers invloed te hebben op de mate van intrapreneurial werkgedrag. Indien werknemers veel autonomie hebben, en dus zelf kunnen bepalen hoe en wanneer zij bepaalde taken uitvoeren, leidt dit tot meer innovatie en creativiteit. Ook het hebben van voldoende werkuitdaging' stimuleert medewerkers om 'out of the box te denken en zo bij te dragen aan de innovatie en optimalisatie van bedrijfsprocessen. Op het derde niveau zien we dat de mate van inspraak die een medewerker heeft, bijdraagt aan innovatief gedrag. Ook voldoende interactie tussen werknemers (overleggen en kwaliteitskringen) en tussen werknemers en hun externe omgeving (externe samenwerking), dragen hieraan bij. Qua organisatorische kenmerken is een platte hiërarchie, een goede communicatie tussen medewerkers en leidinggevenden en een duidelijke visie van het bedrijf op de toekomst van belang.
In het huidige tijdperk waar thuiswerken de norm is, blijkt het des te belangrijker om aandacht te hebben voor deze factoren. TNO deed onderzoek naar het effect van de coronacrisis op de mate van innovatief werkgedrag onder werknemers, en benoemde daarin een aantal belangrijke aandachtspunten. Hieruit kwam bijvoorbeeld naar voren dat het extra belangrijk is om goed contact te onderhouden met de leidinggevende, juist omdat deze ontmoeting niet meer spontaan plaatsvindt. Ook blijkt dat veel vertrouwen geven in een juist zeer onzekere tijd, een extra boost kan zijn voor innovatief werkgedrag. Het volledige rapport lees je hier .

## Voorbeelden
Voorbeelden van bekende bedrijven die hun werknemers de vrijheid geven om met eigen budgetten zelf bedachte projecten te ontwikkelen zijn 3M, Google en Intel. De Post it Note, een van 3M's best verkopende producten, is een klassieke illustratie van een intrapreneur, Art Fry, die de kans kreeg zijn idee uit te werken. Een voorbeeld in Nederland is het bedrijf PRO6 managers.